# Erythrocercus mccallii
Monarca-de-barrete-vermelho ou papa-moscas-coroado (Erythrocercus mccallii) é uma espécie de ave da família Cettiidae.
Pode ser encontrada nos seguintes países: Angola, Camarões, República Centro-Africana, República do Congo, República Democrática do Congo, Costa do Marfim, Guiné Equatorial, Gabão, Gana, Guiné, Libéria, Mali, Nigéria, Serra Leoa e Uganda.
Os seus habitats naturais são: pântanos subtropicais ou tropicais e regiões subtropicais ou tropicais húmidas de alta altitude.